# Тишполь
Тишполь (інша назва — містечко Тишин) — містечко, що існувало у XVII столітті на Житомирщині і перебувало у власності панів Тиша-Биковських

## Місце розташування поселення
Історик В. Ю. Кисиленко встановив, що це поселення існувало на місці нинішнього села Дубовик Потіївської громади Житомирської області.

## Історія
Містечко було засноване у 1640-х роках.
Під час подій Хмельниччини це поселення було розграбоване повстанцями. Зокрема, тоді було пограбованого й вигнано геть 51 мешканця, а також пограбовано млини та знищено 4 ставки, що були в самому містечку та його околицях. Сталося це саме у 1648 році.
А станом на 1650 рік в Тишполь повернулося життя, бо того ж року його успадкував пан Михайло Тиша-Биковський.
Востаннє воно згадується в документах 1671 року, і далі припинило існувати, бо його мешканці переселилися на інші землі.